# Josef Krysta
Josef Krysta (* 24. října 1956 Český Těšín) je bývalý československý reprezentant v řecko-římském zápasu. Dvakrát startoval na olympijských hrách, v roce 1976 v Montrealu v kategorii do 57 kg obsadil 8. a v roce 1980 v Moskvě ve stejné kategorii 6. místo. V roce 1981 obsadil druhé místo na mistrovství světa. V roce 1982 byl druhý a v roce 1976 a 1979 třetí na mistrovství Evropy. Šestkrát se stal mistrem Československa. Momentálně je generálním ředitelem středních škol BPA (dříve SOSOOM).
V krajských volbách v roce 2020 byl lídrem hnutí Volba pro kraj (VOK) v Moravskoslezském kraji.